# Santa Maria do Salto
Santa Maria do Salto é um município brasileiro do estado de Minas Gerais.

## História
Santa Maria do Salto, antigo distrito criado em 1948 e subordinado ao município de Salto da Divisa, foi elevado à categoria de município pela lei estadual nº 2764, de 30 de dezembro de 1962.